# Jana Osbornová-Kosinová
Jana Osbornová-Kosinová roz. Kučerová (23. března 1937 – 19. prosince 2016) byla česká vědkyně rostlinná ekoložka a geobotanička.

## Život a vědecká dráha
Jana Osbornová-Kosinová prožila většinu svého života v Podskalí v Praze, kam se přistěhovala ve svých třech letech. V roce 1960 nastoupila po studiích na geobotanické oddělení Přírodovědecké fakulty UK v Praze. Její otec byl přesvědčený komunista a příslušník lidových milicí, Jana byla na počátku 60. let také členkou KSČ. Ještě před rokem 1968 ze strany však vystoupila. Její zásluhou přežilo geobotanické oddělení útlaky režimu v 80. letech pod vedením R. Hendrycha. Po roce 1989 Jana Osbornová pracovala na katedře pod vedením Jiřiny Slavíkové.
Jana Osbornová se ve vědecké činnosti věnovala především synantropní vegetaci. Zahraniční zkušenosti získala v druhé polovině 60. let v Egyptě a na Blízkém východě. V egyptské Káhiře navázala blízké přátelství s profesorkou Vivi Täckholmovou, autorkou studií o flóře Egypta. Se svým druhým manželem, zoologem Dale Osbornem se seznámila také v Egyptě a publikovali spolu v roce 1998 knihu The Mammals of Ancient Egypt shrnující všechny známé kresby a skalní rytiny savců z pravěkého Egypta. Za své celoživotní působení na Univerzitě Karlově jí byla děkanem fakulty v roce 2005 ve Velké aule Karolina udělena medaile Přírodovědecké fakulty. 
Soukromý život Jany Osbornové byl nelehký. Dlouhodobě se starala o svou těžce nemocnou mladší sestru. Po rozchodu se svým prvním manželem musela sama vychovávat syna. Věnovala se péči o svoji matku, která se dožila vysokého věku. Její druhý manžel s ní žil až do své smrti v Česku v Podskalí.

## Podskalí
Po roce 1989 se Jana Osbornová jako lokální patriotka věnovala s nadšením veřejné činnosti ve spolku Vltavan v Podskalí. Z té doby také pochází její vzpomínková knížka Pražské Podskalí dvacátého století. Od mládí žila v Ladově ulici č. 7, ve stejném domě jako Jaroslav Heyrovský. V roce 1999 se zúčastnila odhalení pamětní desky na domě, která připomíná pobyt akademika Heyrovského. Jana Osbornová iniciovala realizaci pamětní desky (2005) u příležitosti 150. výročí vydání Babičky od Boženy Němcové, která se v říjnu 1854 přestěhovala z Ječné ulice č. 516 do tehdejší ulice Pod Emauzy č. 1378 - dnešní Vyšehradská 45.